# Konopice velkokvětá
Konopice velkokvětá (Galeopsis speciosa), známá také jako konopice zdobná či sličná, je středně vysoká jednoletá bylina rostoucí především na pasekách, v lesích a křovinách.

## Popis
Konopice velkokvětá dorůstá výšek od 20 do 100 cm a má dutou, větvenou a chlupatou lodyhu s výrazně štětinatými uzlinami.
Díky svým výrazným světležlutofialovým květům s tmavší žlutou skvrnou ve středu, jež se objevují v době od července do září, působí dekorativně. Květy s pyskatou korunou rostou v lichopřeslenech.
Listy konopice mají eliptický až vejčitý tvar s pilovým okrajem a na koncích jsou protaženy do delší špičky. Plody jsou hnědé hladké tvrdky.
Konopice velkokvětá je rozšířena po celé Evropě, do Severní Ameriky byla zavlečena. V Česku hojně roste především ve středních a vyšších nadmořských výškách.

## Využití
Konopice velkokvětá patří mezi léčivé byliny. Její nať se využívá při léčbě zánětů horních cest dýchacích, protože povzbuzuje vykašlávání a rozpouští hleny, také působí močopudně, a během rekonvalescence podporuje apetit.
Rostlina je významná i pro včelaře, neboť včely rostlinu vyhledávají a na květech sbírají pyl a nektar, ve kterém je vysoké množství sacharózy. Příznivá je pro včely i poměrně dlouhá doba jejího květu.